# 堀川小泉停留場
堀川小泉停留場（日语：／ Horikawa Koizumi teiryūjō */?）位於富山縣富山市堀川小泉町，是富山地方鐵道富山軌道線本線的停留場，車站編號為C03。

## 車站結構
- 為相對式2面2線的地面車站，站台間通過步道和人行天橋連結。

## 車站周邊
- 富山縣立富山泉水高等學校（日语：富山県立富山いずみ高等学校）
- 富山市立堀川小学校（日语：富山市立堀川小学校）
- 富山市立堀川中学校（日语：富山市立堀川中学校）
- 富山中央警察署（日语：富山中央警察署）堀川警察局
- 富山市立圖書館（日语：富山市立図書館）堀川分館
- 富山小泉郵局
- 富山縣立富山高等學校（日语：富山県立富山高等学校）
- 富山縣道317号下掛尾堀川小泉線（日语：富山県道317号下掛尾堀川小泉線）

## 歷史
- 1913年（大正2年）9月1日 - 富山電氣軌道共進会場前停留場開業[1]。
- 1913年頃 - 車站改名女子師範校前停留場[1]。
- 1920年（大正9年）7月1日 - 車站讓渡給富山市，成為富山市營軌道的停留場[2]。
- 1921-23年 - 車站改名女学校前停留場[1]。
- 1943年（昭和18年）1月1日 - 車站讓渡給富山地方鐵道，成為富山軌道線本線的停留場[3]。
- 1945年（昭和20年）8月2日 - 受富山大空襲（日语：富山大空襲）影響，車站關閉[4]。
- 1946年（昭和21年）1月14日 - 南富山站前 - 富山站前區間重新開始營業[5]。
- 1947年（昭和22年）4月1日 - 車站改名小泉町停留場[1]。
- 1950年（昭和25年）5月15日 - 因新設車站小泉町停留場，車站改名堀川小泉停留場[6]。

## 相鄰車站
富山地方鐵道
富山軌道線（本線）
大町（C02）－堀川小泉（C03）－小泉町（C04）

## 脚注
1. 1 2 3 4  今尾恵介（監）. . 新潮社. 2008: 36. ISBN 978-4107900241.
2. ↑  1920年2月11日付大阪朝日新聞 北陸版 （页面存档备份，存于）（神戸大学附属図書館新聞記事文庫）
3. ↑  1942年12月7日軌道譲渡許可「軌道譲渡」『官報』1942年12月21日（国立国会図書館デジタルコレクション）
4. ↑  富山地方鉄道（編）. . 富山地方鉄道. 1979: 175.
5. ↑  富山地方鉄道（編）. . 富山地方鉄道. 1983: 378.
6. ↑  富山地方鉄道（編）. . 富山地方鉄道. 1979: 176.

## 関連項目
- 日本鐵路車站列表

## 外部鏈接
- 富山地方鉄道株式会社